# Tanem
Tanem is een plaats in de Noorse gemeente Trondheim, provincie Trøndelag. Tanem telt 1089 inwoners (2007) en heeft een oppervlakte van 0,6 km². De meeste inwoners forensen naar Trondheim.
De geschiedenis van Tanem gaat terug tot voor de Vikingtijd. De heuvel die nu Tanemsåsen heet was versterkt in oude tijden.